# Coppa Libertadores 2022
La Coppa Libertadores 2022 è stata la 63ª edizione della Coppa Libertadores d'America, il più importante torneo di calcio del Sud America organizzato dalla CONMEBOL. Al torneo hanno partecipato 47 squadre provenienti dai 10 paesi latinoamericani affiliati alla CONMEBOL: Argentina, Bolivia, Brasile, Cile, Colombia, Ecuador, Paraguay, Perù, Uruguay e Venezuela. Il torneo è iniziato l'8 febbraio 2022 ed è terminato il 29 ottobre 2022, con la finale disputata allo stadio Monumental Isidro Romero Carbo di Guayaquil.
Il Palmeiras era la squadra campione in carica. Il trofeo è stato vinto dal Flamengo, al terzo successo nella competizione, che ha battuto in finale per 1-0 i connazionali dell'Athl. Paranaense. La squadra vincitrice del trofeo ha ottenuto il diritto a disputare la Coppa del mondo per club FIFA 2022 e la Recopa Sudamericana 2023 (quest'ultima contro la vincente della Coppa Sudamericana 2022). 
A partire da questa edizione la CONMEBOL ha eliminato la regola dei gol fuori casa.

## Squadre
Al torneo partecipano 47 squadre appartenenti alle 10 federazioni della CONMEBOL, e i criteri di qualificazione sono determinati dalle singole federazioni nazionali.
| Nazione               | Squadra                               | Turno di ingresso | Qualificazione                                                                                 |
| --------------------- | ------------------------------------- | ----------------- | ---------------------------------------------------------------------------------------------- |
| Argentina (6 squadre) | Colón (SF) (ARG 1)                    | Fase a gruppi     | Vincitrice della Copa de la Liga Profesional 2021                                              |
| Argentina (6 squadre) | River Plate (ARG 2)                   | Fase a gruppi     | Vincitrice della Primera División 2021                                                         |
| Argentina (6 squadre) | Boca Juniors (ARG 3)                  | Fase a gruppi     | Vincitrice della Copa Argentina 2019-2020                                                      |
| Argentina (6 squadre) | Vélez Sarsfield (ARG 4)               | Fase a gruppi     | 2ª nella classifica aggregata di Primera División 2021 e Copa de la Liga Profesional 2021      |
| Argentina (6 squadre) | Talleres (C) (ARG 5)                  | Fase a gruppi     | 3ª nella classifica aggregata di Primera División 2021 e Copa de la Liga Profesional 2021      |
| Argentina (6 squadre) | Estudiantes (LP) (ARG 6)              | Seconda fase      | 6ª nella classifica aggregata di Primera División 2021 e Copa de la Liga Profesional 2021      |
| Bolivia (4 squadre)   | Ind. Petrolero (BOL 1)                | Fase a gironi     | Vincitrice della Primera División 2021                                                         |
| Bolivia (4 squadre)   | Always Ready (BOL 2)                  | Fase a gironi     | 2ª nella Primera División 2021                                                                 |
| Bolivia (4 squadre)   | The Strongest (BOL 3)                 | Seconda fase      | 3ª nella Primera División 2021                                                                 |
| Bolivia (4 squadre)   | Bolívar (BOL 4)                       | Prima fase        | 4ª nella Primera División 2021                                                                 |
| Brasile (7+2 squadre) | Palmeiras (Coppa Libertadores)        | Fase a gruppi     | Vincitrice della Coppa Libertadores 2021                                                       |
| Brasile (7+2 squadre) | Athl. Paranaense (Coppa Sudamericana) | Fase a gruppi     | Vincitrice della Coppa Sudamericana 2021                                                       |
| Brasile (7+2 squadre) | Atlético Mineiro (BRA 1)              | Fase a gruppi     | Vincitrice del Campeonato Brasileiro Série A 2021                                              |
| Brasile (7+2 squadre) | Flamengo (BRA 2)                      | Fase a gruppi     | 2ª nel Campeonato Brasileiro Série A 2021                                                      |
| Brasile (7+2 squadre) | Fortaleza (BRA 3)                     | Fase a gruppi     | 4ª nel Campeonato Brasileiro Série A 2021                                                      |
| Brasile (7+2 squadre) | Corinthians (BRA 4)                   | Fase a gruppi     | 5ª nel Campeonato Brasileiro Série A 2021                                                      |
| Brasile (7+2 squadre) | Bragantino (BRA 5)                    | Fase a gruppi     | 6ª nel Campeonato Brasileiro Série A 2021                                                      |
| Brasile (7+2 squadre) | Fluminense (BRA 6)                    | Seconda fase      | 7ª nel Campeonato Brasileiro Série A 2021                                                      |
| Brasile (7+2 squadre) | América-MG (BRA 7)                    | Seconda fase      | 8ª nel Campeonato Brasileiro Série A 2021                                                      |
| Cile (4 squadre)      | Universidad Católica (CIL 1)          | Fase a gruppi     | Vincitrice della Primera División 2021                                                         |
| Cile (4 squadre)      | Colo-Colo (CIL 2)                     | Fase a gruppi     | 2ª nella Primera División 2021                                                                 |
| Cile (4 squadre)      | Audax Italiano (CIL 3)                | Seconda fase      | 3ª nella Primera División 2021                                                                 |
| Cile (4 squadre)      | CD Everton (CIL 4)                    | Seconda fase      | 4ª nella Primera División 2021                                                                 |
| Colombia (4 squadre)  | Deportes Tolima (COL 1)               | Fase a gruppi     | Vincitrice del Torneo Apertura 2021                                                            |
| Colombia (4 squadre)  | Deportivo Cali (COL 2)                | Fase a gruppi     | Vincitrice del Torneo Finalización 2021                                                        |
| Colombia (4 squadre)  | Millonarios (COL 3)                   | Seconda fase      | 2ª nella classifica aggregata della Categoría Primera A 2021                                   |
| Colombia (4 squadre)  | Atlético Nacional (COL 4)             | Seconda fase      | Vincitrice della Copa Colombia 2021                                                            |
| Ecuador (4 squadre)   | Independiente del Valle (ECU 1)       | Fase a gruppi     | Vincitrice della Primera Categoría Serie A 2021                                                |
| Ecuador (4 squadre)   | Emelec (ECU 2)                        | Fase a gruppi     | 2ª nella Primera Categoría Serie A 2021                                                        |
| Ecuador (4 squadre)   | Universidad Católica (ECU 3)          | Seconda fase      | 3ª nella classifica aggregata della Primera Categoría Serie A 2021                             |
| Ecuador (4 squadre)   | Barcelona SC (ECU 4)                  | Prima fase        | 4ª nella classifica aggregata della Primera Categoría Serie A 2021                             |
| Paraguay (4 squadre)  | Cerro Porteño (PAR 1)                 | Fase a gruppi     | 1ª nella classifica aggregata della División Profesional 2021 e vincitrice del Torneo Clausura |
| Paraguay (4 squadre)  | Libertad (PAR 2)                      | Fase a gruppi     | 2ª nella classifica aggregata della División Profesional 2021 e vincitrice del Torneo Apertura |
| Paraguay (4 squadre)  | Guaraní (PAR 3)                       | Seconda fase      | 3ª nella classifica aggregata della División Profesional 2021                                  |
| Paraguay (4 squadre)  | Olimpia (PAR 4)                       | Prima fase        | 4ª nella classifica aggregata della División Profesional 2021                                  |
| Perù (4 squadre)      | Alianza Lima (PER 1)                  | Fase a gruppi     | Vincitrice della Liga 1 2021                                                                   |
| Perù (4 squadre)      | Sporting Cristal (PER 2)              | Fase a gruppi     | 2ª nella Liga 1 2021                                                                           |
| Perù (4 squadre)      | Universitario (PER 3)                 | Seconda fase      | 3ª nella classifica aggregata della Liga 1 2021                                                |
| Perù (4 squadre)      | U. César Vallejo (PER 4)              | Prima fase        | 4ª nella classifica aggregata della Liga 1 2021                                                |
| Uruguay (4 squadre)   | Peñarol (URU 1)                       | Fase a gruppi     | Vincitrice della Primera División 2021                                                         |
| Uruguay (4 squadre)   | Nacional (URU 2)                      | Fase a gruppi     | 2ª nella Primera División 2021                                                                 |
| Uruguay (4 squadre)   | Plaza Colonia (URU 3)                 | Seconda fase      | 3ª nella classifica aggregata della Primera División 2021                                      |
| Uruguay (4 squadre)   | Montevideo City Torque (URU 4)        | Prima fase        | 4ª nella classifica aggregata della Primera División 2021                                      |
| Venezuela (4 squadre) | Deportivo Táchira (VEN 1)             | Fase a gruppi     | Vincitrice della Primera División 2021                                                         |
| Venezuela (4 squadre) | Caracas (VEN 2)                       | Fase a gruppi     | 2ª nella Primera División 2021                                                                 |
| Venezuela (4 squadre) | Monagas (VEN 3)                       | Seconda fase      | 3ª nella Primera División 2021                                                                 |
| Venezuela (4 squadre) | Deportivo Lara (VEN 4)                | Prima fase        | 4ª nella Primera División 2021                                                                 |

## Date
Il programma della competizione è il seguente.
| Fase                        | Turno            | Sorteggio        | Andata                                                                 | Ritorno                                                                |
| --------------------------- | ---------------- | ---------------- | ---------------------------------------------------------------------- | ---------------------------------------------------------------------- |
| Fase di qualificazione      | Prima fase       | 20 dicembre 2021 | 8-9 febbraio 2022                                                      | 15-16 febbraio 2022                                                    |
| Fase di qualificazione      | Seconda fase     | 20 dicembre 2021 | 22-24 febbraio 2022                                                    | 1-3 marzo 2022                                                         |
| Fase di qualificazione      | Terza fase       | 20 dicembre 2021 | 8-10 marzo 2022                                                        | 15-17 marzo 2022                                                       |
| Fase a gruppi               | Prima giornata   | 25 marzo 2022    | 5-7 aprile 2022                                                        | 5-7 aprile 2022                                                        |
| Fase a gruppi               | Seconda giornata | 25 marzo 2022    | 12-14 aprile 2022                                                      | 12-14 aprile 2022                                                      |
| Fase a gruppi               | Terza giornata   | 25 marzo 2022    | 26-28 aprile 2022                                                      | 26-28 aprile 2022                                                      |
| Fase a gruppi               | Quarta giornata  | 25 marzo 2022    | 3-5 maggio 2022                                                        | 3-5 maggio 2022                                                        |
| Fase a gruppi               | Quinta giornata  | 25 marzo 2022    | 17-19 maggio 2022                                                      | 17-19 maggio 2022                                                      |
| Fase a gruppi               | Sesta giornata   | 25 marzo 2022    | 24-26 maggio 2022                                                      | 24-26 maggio 2022                                                      |
| Fase a eliminazione diretta | Ottavi di finale | 27 maggio 2022   | 28-30 giugno 2022                                                      | 5-7 luglio 2022                                                        |
| Fase a eliminazione diretta | Quarti di finale | 27 maggio 2022   | 2-4 agosto 2022                                                        | 9-11 agosto 2022                                                       |
| Fase a eliminazione diretta | Semifinali       | 27 maggio 2022   | 30 agosto-1º settembre 2022                                            | 6-8 settembre 2022                                                     |
| Fase a eliminazione diretta | Finale           | 27 maggio 2022   | 29 ottobre 2022 allo stadio Monumental Isidro Romero Carbo (Guayaquil) | 29 ottobre 2022 allo stadio Monumental Isidro Romero Carbo (Guayaquil) |

## Fase di qualificazione

### Prima fase
Alla prima fase partecipano sei squadre provenienti da Bolivia, Ecuador, Paraguay, Perù, Uruguay e Venezuela. Tramite sorteggio, tenutosi il 20 dicembre 2021 a Luque, in Paraguay, sono state determinate le tre sfide a eliminazione diretta, le vincenti delle quali hanno il diritto di accedere alla seconda fase. Le partite d'andata si sono disputate l'8 e 9 febbraio 2022, mentre le partite di ritorno il 15 e 16 febbraio 2022. In caso di parità di reti segnate dopo le due partite si passa direttamente ai tiri di rigore, senza disputare i tempi supplementari.
| Squadra 1              | Totale          | Squadra 2    | Andata | Ritorno |
| ---------------------- | --------------- | ------------ | ------ | ------- |
| Montevideo City Torque | 1 - 1 (7-8 dtr) | Barcelona SC | 1 - 1  | 0 - 0   |
| Deportivo Lara         | 2 - 7           | Bolívar      | 2 - 3  | 0 - 4   |
| U. César Vallejo       | 0 - 3           | Olimpia      | 0 - 1  | 0 - 2   |

### Seconda fase
Alla seconda fase partecipano 16 squadre: le 3 vincenti della prima fase e altre 13 squadre provenienti da tutte le federazioni (2 da Brasile, Cile e Colombia e 1 dalle altre). Il sorteggio ha determinato gli otto accoppiamenti, le vincenti dei quali accedono alla terza fase. Le partite d'andata si sono disputate il 22, 23 e 24 febbraio 2022, mentre le partite di ritorno il 1º, 2 e 3 marzo 2022.
| Squadra 1      | Totale          | Squadra 2            | Andata | Ritorno |
| -------------- | --------------- | -------------------- | ------ | ------- |
| Millonarios    | 1 - 4           | Fluminense           | 1 - 2  | 0 - 2   |
| Audax Italiano | 1 - 2           | Estudiantes (LP)     | 1 - 0  | 0 - 2   |
| Bolívar        | 1 - 3           | Universidad Católica | 1 - 1  | 0 - 2   |
| América-MG     | 3 - 3 (5-4 dtr) | Guaraní              | 0 - 1  | 3 - 2   |
| Barcelona SC   | 3 - 0           | Universitario        | 2 - 0  | 1 - 0   |
| Plaza Colonia  | 2 - 3           | The Strongest        | 2 - 0  | 0 - 3   |
| CD Everton     | 3 - 1           | Monagas              | 3 - 0  | 0 - 1   |
| Olimpia        | 4 - 2           | Atlético Nacional    | 3 - 1  | 1 - 1   |

### Terza fase
Alla terza fase partecipano le 8 squadre vincenti della seconda fase, con la possibilità di incroci tra squadre della stessa federazione. Il sorteggio ha determinato i quattro accoppiamenti, le vincenti dei quali accedono alla fase a gruppi, mentre le perdenti sono ammesse alla fase a gruppi della Coppa Sudamericana 2022. Le partite d'andata si sono disputate l'8, 9 e 10 marzo 2022, mentre le partite di ritorno il 15, 16 e 17 marzo 2022.
| Squadra 1            | Totale          | Squadra 2        | Andata | Ritorno |
| -------------------- | --------------- | ---------------- | ------ | ------- |
| Fluminense           | 3 - 3 (1-4 dtr) | Olimpia          | 3 - 1  | 0 - 2   |
| CD Everton           | 0 - 2           | Estudiantes (LP) | 0 - 1  | 0 - 1   |
| Universidad Católica | 1 - 2           | The Strongest    | 0 - 0  | 1 - 2   |
| América-MG           | 0 - 0 (5-4 dtr) | Barcelona SC     | 0 - 0  | 0 - 0   |

## Fase a gruppi
Il sorteggio per definire la composizione dei gruppi si è tenuto il 25 marzo 2022 ad Asunción, in Paraguay.
Le 32 squadre partecipanti, le 28 ammesse direttamente e le 4 vincitrici della fase di qualificazione, sono state divise in 8 gruppi, ciascuno composto da 4 squadre. Ogni squadra gioca con le altre 3 squadre del proprio girone con partite di andata e ritorno. Le squadre vengono classificate in ordine secondo i seguenti criteri: punti realizzati, differenza reti, numero di reti realizzate, numero di reti realizzate in trasferta, ranking CONMEBOL. La prima e la seconda classificata di ogni girone accedono agli ottavi di finale, mentre la terza classificata ha il diritto di accedere alla Coppa Sudamericana 2022.

### Gruppo A

#### Classifica
| Pos | Squadra           | Pt | G | V | N | P | GF | GS | DR  |
| --- | ----------------- | -- | - | - | - | - | -- | -- | --- |
| 1.  | Palmeiras         | 18 | 6 | 6 | 0 | 0 | 25 | 3  | +22 |
| 2.  | Emelec            | 8  | 6 | 2 | 2 | 2 | 14 | 7  | +7  |
| 3.  | Deportivo Táchira | 7  | 6 | 2 | 1 | 3 | 8  | 14 | -6  |
| 4.  | Ind. Petrolero    | 1  | 6 | 0 | 1 | 5 | 3  | 26 | -23 |

#### Risultati
| Squadra 1         | Risultato   | Squadra 2         |
| 1ª giornata       | 1ª giornata | 1ª giornata       |
| ----------------- | ----------- | ----------------- |
| Ind. Petrolero    | 1 - 1       | Emelec            |
| Deportivo Táchira | 0 - 4       | Palmeiras         |
| 2ª giornata       |             |                   |
| Emelec            | 1 - 1       | Deportivo Táchira |
| Palmeiras         | 8 - 1       | Ind. Petrolero    |
| 3ª giornata       |             |                   |
| Emelec            | 1 - 3       | Palmeiras         |
| Ind. Petrolero    | 1 - 2       | Deportivo Táchira |
| 4ª giornata       |             |                   |
| Deportivo Táchira | 1 - 4       | Emelec            |
| Ind. Petrolero    | 0 - 5       | Palmeiras         |
| 5ª giornata       |             |                   |
| Palmeiras         | 1 - 0       | Emelec            |
| Deportivo Táchira | 3 - 0       | Ind. Petrolero    |
| 6ª giornata       |             |                   |
| Palmeiras         | 4 - 1       | Deportivo Táchira |
| Emelec            | 7 - 0       | Ind. Petrolero    |

### Gruppo B

#### Classifica
| Pos | Squadra          | Pt | G | V | N | P | GF | GS | DR |
| --- | ---------------- | -- | - | - | - | - | -- | -- | -- |
| 1.  | Libertad         | 10 | 6 | 3 | 1 | 2 | 8  | 6  | +2 |
| 2.  | Athl. Paranaense | 10 | 6 | 3 | 1 | 2 | 8  | 7  | +1 |
| 3.  | The Strongest    | 6  | 6 | 1 | 3 | 2 | 8  | 7  | +1 |
| 4.  | Caracas          | 6  | 6 | 1 | 3 | 2 | 4  | 8  | -4 |

#### Risultati
| Squadra 1        | Risultato   | Squadra 2        |
| 1ª giornata      | 1ª giornata | 1ª giornata      |
| ---------------- | ----------- | ---------------- |
| The Strongest    | 1 - 1       | Libertad         |
| Caracas          | 0 - 0       | Athl. Paranaense |
| 2ª giornata      |             |                  |
| Libertad         | 2 - 1       | Caracas          |
| Athl. Paranaense | 1 - 0       | The Strongest    |
| 3ª giornata      |             |                  |
| Libertad         | 1 - 0       | Athl. Paranaense |
| The Strongest    | 1 - 1       | Caracas          |
| 4ª giornata      |             |                  |
| Caracas          | 1 - 0       | Libertad         |
| The Strongest    | 5 - 0       | Athl. Paranaense |
| 5ª giornata      |             |                  |
| Athl. Paranaense | 2 - 0       | Libertad         |
| Caracas          | 0 - 0       | The Strongest    |
| 6ª giornata      |             |                  |
| Athl. Paranaense | 5 - 1       | Caracas          |
| Libertad         | 4 - 1       | The Strongest    |

### Gruppo C

#### Classifica
| Pos | Squadra          | Pt | G | V | N | P | GF | GS | DR |
| --- | ---------------- | -- | - | - | - | - | -- | -- | -- |
| 1.  | Estudiantes (LP) | 13 | 6 | 4 | 1 | 1 | 8  | 5  | +3 |
| 2.  | Vélez Sarsfield  | 8  | 6 | 2 | 2 | 2 | 12 | 11 | +1 |
| 3.  | Nacional         | 7  | 6 | 2 | 1 | 3 | 7  | 7  | 0  |
| 4.  | Bragantino       | 5  | 6 | 1 | 2 | 3 | 5  | 9  | -4 |

#### Risultati
| Squadra 1        | Risultato   | Squadra 2        |
| 1ª giornata      | 1ª giornata | 1ª giornata      |
| ---------------- | ----------- | ---------------- |
| Estudiantes (LP) | 4 - 1       | Vélez Sarsfield  |
| Bragantino       | 2 - 0       | Nacional         |
| 2ª giornata      |             |                  |
| Vélez Sarsfield  | 2 - 2       | Bragantino       |
| Nacional         | 0 - 0       | Estudiantes (LP) |
| 3ª giornata      |             |                  |
| Vélez Sarsfield  | 1 - 2       | Nacional         |
| Estudiantes (LP) | 2 - 0       | Bragantino       |
| 4ª giornata      |             |                  |
| Bragantino       | 1 - 1       | Vélez Sarsfield  |
| Estudiantes (LP) | 1 - 0       | Nacional         |
| 5ª giornata      |             |                  |
| Nacional         | 2 - 3       | Vélez Sarsfield  |
| Bragantino       | 0 - 1       | Estudiantes (LP) |
| 6ª giornata      |             |                  |
| Nacional         | 3 - 0       | Bragantino       |
| Vélez Sarsfield  | 4 - 0       | Estudiantes (LP) |

### Gruppo D

#### Classifica
| Pos | Squadra                 | Pt | G | V | N | P | GF | GS | DR |
| --- | ----------------------- | -- | - | - | - | - | -- | -- | -- |
| 1.  | Atlético Mineiro        | 11 | 6 | 3 | 2 | 1 | 10 | 6  | +4 |
| 2.  | Deportes Tolima         | 11 | 6 | 3 | 2 | 1 | 10 | 9  | +1 |
| 3.  | Independiente del Valle | 8  | 6 | 2 | 2 | 2 | 9  | 7  | +2 |
| 4.  | América-MG              | 2  | 6 | 0 | 2 | 4 | 6  | 13 | -7 |

#### Risultati
| Squadra 1               | Risultato   | Squadra 2               |
| 1ª giornata             | 1ª giornata | 1ª giornata             |
| ----------------------- | ----------- | ----------------------- |
| América-MG              | 0 - 2       | Independiente del Valle |
| Deportes Tolima         | 0 - 2       | Atlético Mineiro        |
| 2ª giornata             |             |                         |
| Independiente del Valle | 2 - 2       | Deportes Tolima         |
| Atlético Mineiro        | 1 - 1       | América-MG              |
| 3ª giornata             |             |                         |
| Independiente del Valle | 1 - 1       | Atlético Mineiro        |
| América-MG              | 2 - 3       | Deportes Tolima         |
| 4ª giornata             |             |                         |
| Deportes Tolima         | 1 - 0       | Independiente del Valle |
| América-MG              | 1 - 2       | Atlético Mineiro        |
| 5ª giornata             |             |                         |
| Atlético Mineiro        | 3 - 1       | Independiente del Valle |
| Deportes Tolima         | 2 - 2       | América-MG              |
| 6ª giornata             |             |                         |
| Atlético Mineiro        | 1 - 2       | Deportes Tolima         |
| Independiente del Valle | 3 - 0       | América-MG              |

### Gruppo E

#### Classifica
| Pos | Squadra        | Pt | G | V | N | P | GF | GS | DR |
| --- | -------------- | -- | - | - | - | - | -- | -- | -- |
| 1.  | Boca Juniors   | 10 | 6 | 3 | 1 | 2 | 5  | 5  | 0  |
| 2.  | Corinthians    | 9  | 6 | 2 | 3 | 1 | 5  | 4  | +1 |
| 3.  | Deportivo Cali | 8  | 6 | 2 | 2 | 2 | 7  | 4  | +3 |
| 4.  | Always Ready   | 5  | 6 | 1 | 2 | 3 | 5  | 9  | -7 |

#### Risultati
| Squadra 1      | Risultato   | Squadra 2      |
| 1ª giornata    | 1ª giornata | 1ª giornata    |
| -------------- | ----------- | -------------- |
| Always Ready   | 2 - 0       | Corinthians    |
| Deportivo Cali | 2 - 0       | Boca Juniors   |
| 2ª giornata    |             |                |
| Corinthians    | 1 - 0       | Deportivo Cali |
| Boca Juniors   | 2 - 0       | Always Ready   |
| 3ª giornata    |             |                |
| Corinthians    | 2 - 0       | Boca Juniors   |
| Always Ready   | 2 - 2       | Deportivo Cali |
| 4ª giornata    |             |                |
| Deportivo Cali | 0 - 0       | Corinthians    |
| Always Ready   | 0 - 1       | Boca Juniors   |
| 5ª giornata    |             |                |
| Boca Juniors   | 1 - 1       | Corinthians    |
| Deportivo Cali | 3 - 0       | Always Ready   |
| 6ª giornata    |             |                |
| Boca Juniors   | 1 - 0       | Deportivo Cali |
| Corinthians    | 1 - 1       | Always Ready   |

### Gruppo F

#### Classifica
| Pos | Squadra      | Pt | G | V | N | P | GF | GS | DR  |
| --- | ------------ | -- | - | - | - | - | -- | -- | --- |
| 1.  | River Plate  | 16 | 6 | 5 | 1 | 0 | 18 | 3  | +15 |
| 2.  | Fortaleza    | 10 | 6 | 3 | 1 | 2 | 10 | 9  | +1  |
| 3.  | Colo-Colo    | 7  | 6 | 2 | 1 | 3 | 9  | 13 | -4  |
| 4.  | Alianza Lima | 1  | 6 | 0 | 1 | 5 | 4  | 16 | -12 |

#### Risultati
| Squadra 1    | Risultato   | Squadra 2    |
| 1ª giornata  | 1ª giornata | 1ª giornata  |
| ------------ | ----------- | ------------ |
| Fortaleza    | 1 - 2       | Colo-Colo    |
| Alianza Lima | 0 - 1       | River Plate  |
| 2ª giornata  |             |              |
| Colo-Colo    | 2 - 1       | Alianza Lima |
| River Plate  | 2 - 0       | Fortaleza    |
| 3ª giornata  |             |              |
| Colo-Colo    | 1 - 2       | River Plate  |
| Fortaleza    | 2 - 1       | Alianza Lima |
| 4ª giornata  |             |              |
| Alianza Lima | 1 - 1       | Colo-Colo    |
| Fortaleza    | 1 - 1       | River Plate  |
| 5ª giornata  |             |              |
| River Plate  | 4 - 0       | Colo-Colo    |
| Alianza Lima | 0 - 2       | Fortaleza    |
| 6ª giornata  |             |              |
| River Plate  | 8 - 1       | Alianza Lima |
| Colo-Colo    | 3 - 4       | Fortaleza    |

### Gruppo G

#### Classifica
| Pos | Squadra       | Pt | G | V | N | P | GF | GS | DR |
| --- | ------------- | -- | - | - | - | - | -- | -- | -- |
| 1.  | Colón (SF)    | 10 | 6 | 3 | 1 | 2 | 8  | 8  | 0  |
| 2.  | Cerro Porteño | 8  | 6 | 2 | 2 | 2 | 4  | 3  | +1 |
| 3.  | Olimpia       | 8  | 6 | 2 | 2 | 2 | 4  | 4  | 0  |
| 4.  | Peñarol       | 7  | 6 | 2 | 1 | 3 | 5  | 6  | -1 |

#### Risultati
| Squadra 1     | Risultato   | Squadra 2     |
| 1ª giornata   | 1ª giornata | 1ª giornata   |
| ------------- | ----------- | ------------- |
| Olimpia       | 0 - 0       | Cerro Porteño |
| Colón (SF)    | 2 - 1       | Peñarol       |
| 2ª giornata   |             |               |
| Cerro Porteño | 3 - 1       | Colón (SF)    |
| Peñarol       | 2 - 1       | Olimpia       |
| 3ª giornata   |             |               |
| Cerro Porteño | 1 - 0       | Peñarol       |
| Olimpia       | 0 - 0       | Colón (SF)    |
| 4ª giornata   |             |               |
| Colón (SF)    | 2 - 1       | Cerro Porteño |
| Olimpia       | 1 - 0       | Peñarol       |
| 5ª giornata   |             |               |
| Peñarol       | 0 - 0       | Cerro Porteño |
| Colón (SF)    | 2 - 1       | Olimpia       |
| 6ª giornata   |             |               |
| Peñarol       | 2 - 1       | Colón (SF)    |
| Cerro Porteño | 0 - 1       | Olimpia       |

### Gruppo H

#### Classifica
| Pos | Squadra              | Pt | G | V | N | P | GF | GS | DR |
| --- | -------------------- | -- | - | - | - | - | -- | -- | -- |
| 1.  | Flamengo             | 16 | 6 | 5 | 1 | 0 | 15 | 6  | +9 |
| 2.  | Talleres (C)         | 11 | 6 | 3 | 2 | 1 | 6  | 5  | +1 |
| 3.  | Universidad Católica | 4  | 6 | 1 | 1 | 4 | 5  | 10 | -5 |
| 4.  | Sporting Cristal     | 2  | 6 | 0 | 2 | 4 | 3  | 8  | -5 |

#### Risultati
| Squadra 1            | Risultato   | Squadra 2            |
| 1ª giornata          | 1ª giornata | 1ª giornata          |
| -------------------- | ----------- | -------------------- |
| Talleres (C)         | 1 - 0       | Universidad Católica |
| Sporting Cristal     | 0 - 2       | Flamengo             |
| 2ª giornata          |             |                      |
| Universidad Católica | 2 - 1       | Sporting Cristal     |
| Flamengo             | 3 - 1       | Talleres (C)         |
| 3ª giornata          |             |                      |
| Universidad Católica | 2 - 3       | Flamengo             |
| Talleres (C)         | 1 - 0       | Sporting Cristal     |
| 4ª giornata          |             |                      |
| Sporting Cristal     | 1 - 1       | Universidad Católica |
| Talleres (C)         | 2 - 2       | Flamengo             |
| 5ª giornata          |             |                      |
| Flamengo             | 3 - 0       | Universidad Católica |
| Sporting Cristal     | 0 - 0       | Talleres (C)         |
| 6ª giornata          |             |                      |
| Flamengo             | 2 - 1       | Sporting Cristal     |
| Universidad Católica | 0 - 1       | Talleres (C)         |

## Fase a eliminazione diretta
Le fasi a eliminazione diretta include la disputa di ottavi di finale, quarti di finale e semifinali, con partite di andata e ritorno. Le squadre che hanno superato la fase a gruppi come prime classificate sono inserite nell'urna delle teste di serie e ordinate in base ai punti conquistati nella fase precedente, mentre le squadre seconde classificate sono inserite in una seconda urna e ordinate sempre in base ai punti conquistati nei gruppi. Gli accoppiamenti degli ottavi di finale e del tabellone sono stati stabiliti tramite sorteggio, tenutosi il 27 maggio 2022 ad Asunción, in Paraguay. In caso di parità di reti segnate dopo le due partite si passa direttamente ai tiri di rigore, senza disputare i tempi supplementari. La finale viene disputata in gara unica e, diversamente dai turni precedenti, in caso di parità dopo i tempi regolamentari sono previsti i tempi supplementari ed eventualmente i tiri di rigore.

### Tabellone
|  | Ottavi di finale  | Ottavi di finale | Ottavi di finale | Ottavi di finale |       |                  | Quarti di finale | Quarti di finale | Quarti di finale | Quarti di finale |  |                  | Semifinali | Semifinali | Semifinali | Semifinali |                  |   | Finale | Finale |
|  |                   |                  |                  |                  |       |                  |                  |                  |                  |                  |  |                  |            |            |            |            |                  |   |        |        |
|  | Athl. Paranaense  | 2                | 1                | 3                |       |                  |                  |                  |                  |                  |  |                  |            |            |            |            |                  |   |        |        |
|  | Libertad          | 1                | 1                | 2                |       |                  |                  |                  |                  |                  |  |                  |            |            |            |            |                  |   |        |        |
|  | Libertad          | 1                | 1                | 2                |       | Athl. Paranaense | 0                | 1                | 1                |                  |  |                  |            |            |            |            |                  |   |        |        |
|  |                   |                  |                  |                  |       | Athl. Paranaense | 0                | 1                | 1                |                  |  |                  |            |            |            |            |                  |   |        |        |
|  |                   | Estudiantes (LP) | 0                | 0                | 0     |                  |                  |                  |                  |                  |  |                  |            |            |            |            |                  |   |        |        |
|  | Fortaleza         | Estudiantes (LP) | 0                | 0                | 0     | 1                | 0                | 1                |                  |                  |  |                  |            |            |            |            |                  |   |        |        |
|  | Fortaleza         |                  |                  |                  |       | 1                | 0                | 1                |                  |                  |  |                  |            |            |            |            |                  |   |        |        |
|  | Estudiantes (LP)  | 1                | 3                | 4                |       |                  |                  |                  |                  |                  |  |                  |            |            |            |            |                  |   |        |        |
|  | Estudiantes (LP)  | 1                | 3                | 4                |       |                  |                  |                  |                  |                  |  | Athl. Paranaense | 1          | 2          | 3          |            |                  |   |        |        |
|  |                   |                  |                  |                  |       |                  |                  |                  |                  |                  |  | Athl. Paranaense | 1          | 2          | 3          |            |                  |   |        |        |
|  |                   | Palmeiras        | 0                | 2                | 2     |                  |                  |                  |                  |                  |  |                  |            |            |            |            |                  |   |        |        |
|  | Emelec            | Palmeiras        | 0                | 2                | 2     | 1                | 0                | 1                |                  |                  |  |                  |            |            |            |            |                  |   |        |        |
|  | Emelec            |                  |                  |                  |       | 1                | 0                | 1                |                  |                  |  |                  |            |            |            |            |                  |   |        |        |
|  | Atlético Mineiro  | 1                | 1                | 2                |       |                  |                  |                  |                  |                  |  |                  |            |            |            |            |                  |   |        |        |
|  | Atlético Mineiro  | 1                | 1                | 2                |       | Atlético Mineiro | 2                | 0                | 2 (5)            |                  |  |                  |            |            |            |            |                  |   |        |        |
|  |                   |                  |                  |                  |       | Atlético Mineiro | 2                | 0                | 2 (5)            |                  |  |                  |            |            |            |            |                  |   |        |        |
|  |                   | Palmeiras (dtr)  | 2                | 0                | 2 (6) |                  |                  |                  |                  |                  |  |                  |            |            |            |            |                  |   |        |        |
|  | Cerro Porteño     | Palmeiras (dtr)  | 2                | 0                | 2 (6) | 0                | 0                | 0                |                  |                  |  |                  |            |            |            |            |                  |   |        |        |
|  | Cerro Porteño     |                  |                  |                  |       | 0                | 0                | 0                |                  |                  |  |                  |            |            |            |            |                  |   |        |        |
|  | Palmeiras         | 3                | 5                | 8                |       |                  |                  |                  |                  |                  |  |                  |            |            |            |            |                  |   |        |        |
|  | Palmeiras         | 3                | 5                | 8                |       |                  |                  |                  |                  |                  |  |                  |            |            |            |            | Athl. Paranaense | 0 |        |        |
|  |                   |                  |                  |                  |       |                  |                  |                  |                  |                  |  |                  |            |            |            |            |                  | 0 |        |        |
|  |                   | Flamengo         | 1                |                  |       |                  |                  |                  |                  |                  |  |                  |            |            |            |            |                  |   |        |        |
|  | Deportes Tolima   | Flamengo         | 1                | 0                | 1     | 1                |                  |                  |                  |                  |  |                  |            |            |            |            |                  |   |        |        |
|  | Deportes Tolima   |                  |                  | 0                | 1     | 1                |                  |                  |                  |                  |  |                  |            |            |            |            |                  |   |        |        |
|  | Flamengo          | 1                | 7                | 8                |       |                  |                  |                  |                  |                  |  |                  |            |            |            |            |                  |   |        |        |
|  | Flamengo          | 1                | 7                | 8                |       | Flamengo         | 2                | 1                | 3                |                  |  |                  |            |            |            |            |                  |   |        |        |
|  |                   |                  |                  |                  |       | Flamengo         | 2                | 1                | 3                |                  |  |                  |            |            |            |            |                  |   |        |        |
|  |                   | Corinthians      | 0                | 0                | 0     |                  |                  |                  |                  |                  |  |                  |            |            |            |            |                  |   |        |        |
|  | Corinthians (dtr) | Corinthians      | 0                | 0                | 0     | 0                | 0                | 0 (6)            |                  |                  |  |                  |            |            |            |            |                  |   |        |        |
|  | Corinthians (dtr) |                  |                  |                  |       | 0                | 0                | 0 (6)            |                  |                  |  |                  |            |            |            |            |                  |   |        |        |
|  | Boca Juniors      | 0                | 0                | 0 (5)            |       |                  |                  |                  |                  |                  |  |                  |            |            |            |            |                  |   |        |        |
|  | Boca Juniors      | 0                | 0                | 0 (5)            |       |                  |                  |                  |                  |                  |  | Flamengo         | 4          | 2          | 6          |            |                  |   |        |        |
|  |                   |                  |                  |                  |       |                  |                  |                  |                  |                  |  | Flamengo         | 4          | 2          | 6          |            |                  |   |        |        |
|  |                   | Vélez Sarsfield  | 0                | 1                | 1     |                  |                  |                  |                  |                  |  |                  |            |            |            |            |                  |   |        |        |
|  | Vélez Sarsfield   | Vélez Sarsfield  | 0                | 1                | 1     | 1                | 0                | 1                |                  |                  |  |                  |            |            |            |            |                  |   |        |        |
|  | Vélez Sarsfield   |                  |                  |                  |       | 1                | 0                | 1                |                  |                  |  |                  |            |            |            |            |                  |   |        |        |
|  | River Plate       | 0                | 0                | 0                |       |                  |                  |                  |                  |                  |  |                  |            |            |            |            |                  |   |        |        |
|  | River Plate       | 0                | 0                | 0                |       | Vélez Sarsfield  | 3                | 1                | 4                |                  |  |                  |            |            |            |            |                  |   |        |        |
|  |                   |                  |                  |                  |       | Vélez Sarsfield  | 3                | 1                | 4                |                  |  |                  |            |            |            |            |                  |   |        |        |
|  |                   | Talleres (C)     | 2                | 0                | 2     |                  |                  |                  |                  |                  |  |                  |            |            |            |            |                  |   |        |        |
|  | Talleres (C)      | Talleres (C)     | 2                | 0                | 2     | 1                | 2                | 3                |                  |                  |  |                  |            |            |            |            |                  |   |        |        |
|  | Talleres (C)      |                  |                  |                  |       | 1                | 2                | 3                |                  |                  |  |                  |            |            |            |            |                  |   |        |        |
|  | Colón (SF)        | 1                | 0                | 1                |       |                  |                  |                  |                  |                  |  |                  |            |            |            |            |                  |   |        |        |

### Ottavi di finale
Le partite d'andata degli ottavi si sono disputate il 28, 29 e 30 giugno 2022, mentre le partite di ritorno il 5, 6 e 7 luglio 2022.
| Squadra 1        | Totale          | Squadra 2        | Andata | Ritorno |
| ---------------- | --------------- | ---------------- | ------ | ------- |
| Athl. Paranaense | 3 - 2           | Libertad         | 2 - 1  | 1 - 1   |
| Deportes Tolima  | 1 - 8           | Flamengo         | 0 - 1  | 1 - 7   |
| Vélez Sarsfield  | 1 - 0           | River Plate      | 1 - 0  | 0 - 0   |
| Emelec           | 1 - 2           | Atlético Mineiro | 1 - 1  | 0 - 1   |
| Cerro Porteño    | 0 - 8           | Palmeiras        | 0 - 3  | 0 - 5   |
| Talleres (C)     | 3 - 1           | Colón (SF)       | 1 - 1  | 2 - 0   |
| Corinthians      | 0 - 0 (6-5 dtr) | Boca Juniors     | 0 - 0  | 0 - 0   |
| Fortaleza        | 1 - 4           | Estudiantes (LP) | 1 - 1  | 0 - 3   |

### Quarti di finale
Le partite d'andata dei quarti si sono disputate il 2, 3 e 4 agosto 2022, mentre le partite di ritorno il 9, 10 e 11 agosto 2022.
| Squadra 1        | Totale          | Squadra 2        | Andata | Ritorno |
| ---------------- | --------------- | ---------------- | ------ | ------- |
| Athl. Paranaense | 1 - 0           | Estudiantes (LP) | 0 - 0  | 1 - 0   |
| Corinthians      | 0 - 3           | Flamengo         | 0 - 2  | 0 - 1   |
| Vélez Sarsfield  | 4 - 2           | Talleres (C)     | 3 - 2  | 1 - 0   |
| Atlético Mineiro | 2 - 2 (5-6 dtr) | Palmeiras        | 2 - 2  | 0 - 0   |

### Semifinali
Le partite d'andata delle semifinali si sono disputate il 30 e 31 agosto 2022, mentre le partite di ritorno il 6 e 7 settembre 2022.
| Squadra 1        | Totale | Squadra 2 | Andata | Ritorno |
| ---------------- | ------ | --------- | ------ | ------- |
| Athl. Paranaense | 3 - 2  | Palmeiras | 1 - 0  | 2 - 2   |
| Vélez Sarsfield  | 1 - 6  | Flamengo  | 0 - 4  | 1 - 2   |

### Finale
| Arbitro: | Patricio Loustau |

|               |           |  |
| Barbosa 45+4’ | Marcatori |  |